# Harris Rock
Der Harris Rock (spanisch Roca Harris) ist ein Klippenfelsen in der Gruppe der Joinville-Inseln vor der Nordspitze der Antarktischen Halbinsel. Sie ist der größte und südlichste dreier Felsen nördlich des Montrol Rock und der D’Urville-Insel in der Bransfieldstraße.
Teilnehmer einer von 1956 bis 1957 durchgeführten argentinischen Antarktisexpedition benannten ihn nach Santiago Harris († 1868), Kapitän der argentinischen Marine. Das UK Antarctic Place-Names Committee übertrug diese Benennung 1964 ins Englische.